# Scopula anysima
Scopula anysima är en fjärilsart som beskrevs av Louis Beethoven Prout 1938. Scopula anysima ingår i släktet Scopula och familjen mätare. Inga underarter finns listade.